# Винницкий, Александр Емельянович
Александр Емельянович Винницкий (род. 1952, Ялта, СССР) — советский и российский скрипач, профессор. Заслуженный артист РСФСР (1989), Народный артист России (2006).

## Биография
Родился в 1952 году в Ялте, начал свое обучение в Одессе, в 
Средней специальной музыкальной школе имени Столярского в классе Л. В. Мордковича. В 1969 году легендарный скрипач Давид Ойстрах услышал игру молодого музыканта и пригласил его продолжить учебу в Московской консерватории в своем классе. После смерти Ойстраха продолжал заниматься в аспирантуре в классе  Климова, а позже стал его ассистентом и работал с ним в течение 10 лет. В 1972 году стал победителем Всесоюзного конкурса в Ереване. В 1978 году получил III премию и специальный приз на Международном конкурсе имени Чайковского, а в 1984 году победил на Международном конкурсе имени Виотти в Италии.

## Педагогическая деятельность
Профессор кафедры скрипки (зав. кафедрой Владимир Иванов) в  Московской консерватории. С 1997 по 2003 гг. был приглашённым профессором Высшей международной школы Фьезоле (Италия). С 1987 г. по настоящее время — приглашённый профессор Академии им. Я. Сибелиуса в Хельсинки (Финляндия).

## Звания и награды
- Лауреат Всесоюзного конкурса в Ереване II премия (1972 год)
- Лауреат Международного конкурса им. П. И. Чайковского в Москве III премия (1978 год)
- Лауреат  Международного конкурса им. Виотти в Верчелли I премия (Италия, 1984 год)[3].
- Заслуженный артист РСФСР (1989 год)
- Народный артист России (16 октября 2006 года) — за большие заслуги в области искусства[1].
- Орден Почёта (9 сентября 2019 года) — за большой вклад в развитие отечественной культуры и искусства, многолетнюю плодотворную деятельность[4].
- Орден Дружбы (15 апреля 2013 года) — за большие заслуги в развитии отечественной культуры и искусства, многолетнюю плодотворную деятельность[5].